# 염지 치즈

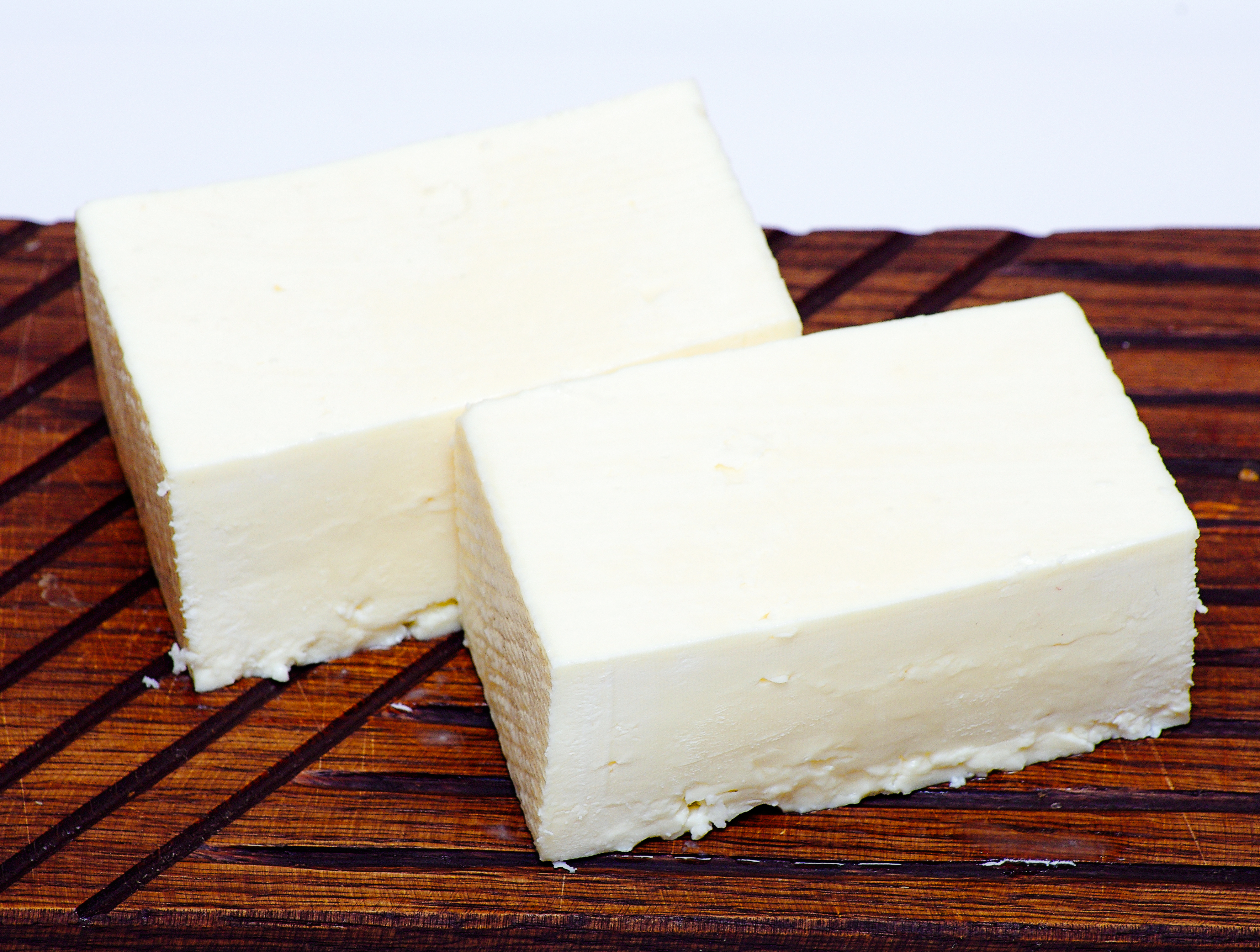
염지 치즈

염지 치즈(鹽漬cheese)는 소금물 염지액에 담가 숙성한 치즈이다.

## 종류
- 그뤼예르(gruyère)
- 모차렐라(mozzarella)
- 아시아고(asiago)
- 즈베이나(ġbejna)
- 파르미자노(parmigiano)
- 하우다 치즈(Goudse kaas)

### 흰 염지 치즈
현대에 "흰 치즈"라 하면 대개 서아시아와 북아프리카 및 동남유럽 지역에서 널리 생산하는 레닛 응고 염지 치즈를 가리킨다.
- 게브나 베다(جبنه دمياطى)
- 나블루스 치즈(جبن نابلسي)
- 리그반 치즈(لیقوان پئندیری)
- 베야즈 페이니르(beyaz peynir)
- 브린자(bryndza)
- 술구니(სულგუნი)
- 시레네(сирене)
- 아드거 치즈(адыгэ къуае)
- 아랍 치즈(جبنة عربية)
- 악카 치즈(جبنة عكاوي)
- 체칠(չեչիլ)
- 츠파트 치즈(גבינה צפתית)
- 텔레메아(telemea)
- 페타(φέτα)
- 할루미(χαλλούμι)

## 같이 보기
- 세척 외피 치즈